# سردشت (بهبهان)
سردشت زیدون شهری از توابع شهرستان بهبهان در جنوب غرب ایران است که در استان خوزستان واقع شده است.